# Melitta Amerling
Melitta Amerling (geboren am 12. Januar 1895 in Wien; gestorben nach 1946) war eine österreichische Opernsängerin der Stimmlagen Alt (bis 1938) und Sopran (danach).

## Leben und Werk
Ihre Gesangsausbildung erfolgte bei der Konzertsängerin und Gesangspädagogin Agnes Bricht-Pyllemann in Wien. Ihr Debüt erfolgte 1922 am Stadttheater von Gablonz an der Neiße, dessen Ensemble sie bis 1924 angehörte. Danach war sie eine Spielzeit lang an der Wiener Volksoper engagiert und jeweils drei Jahre am Stadttheater Chemnitz und am Staatstheater Braunschweig. Von 1931 bis 1935 gehörte sie der Städtischen Oper Berlin an. Es folgten jeweils Ein-Jahres-Verpflichtungen am Stadttheater Dortmund, am Stadttheater Duisburg und am Stadttheater Essen. Sie gastierte 1927 an der Semperoper in Dresden sowie 1933 und 1934 bei den Bayreuther Festspielen (als Gerhilde und als Zweite bzw. Dritte Norn).Im ersten Teil ihrer Karriere sang sie die klassischen Alt-Partien, beispielsweise Azucena und Emilia in den Verdi-Opern Troubadour und Othello, Erda und Brangäne in Richard Wagners Ring des Nibelungen und Tristan und Isolde, weiters die Lucia in Cavalleria rusticana, die Herodias in der Salome von Richard Strauss und die Gräfin in Gurlitts Soldaten. Ab 1938 trat sie nur mehr gastierend auf, unter anderem an der Wiener Staatsoper. Jetzt präsentierte sie sich im Sopranfach, zumeist jedoch mit den dunkler timbrierten Rollen wie Venus im Tannhäuser, Ortud im Lohengrin oder Kundry im Parsifal. Sie übernahm auch die Wagner’sche Isolde und die Brünnhilde im Nibelungenring, die Titelfigur der Ariadne auf Naxos und die Feldmarschallin im Rosenkavalier, weiters die Titelheldin in Mona Lisa von Max von Schillings.
Sie war in zweiter Ehe mit dem Bassbariton Hermann Reichert (1892–1957) verheiratet. Wann und wo sie starb, ist nicht bekannt.